# Liste von Filmen und Serien mit Metal-Bezug
Die Liste von Filmen und Serien mit Metal-Bezug bietet einen Überblick über verschiedene Produktionen mit Bezügen zur Metal-Kultur. Für die Aufnahme in die Liste sollte die Metal-Kultur ein wichtiges Motiv im Film darstellen. Einzelne Metal-Lieder im Soundtrack sind nicht ausreichend. Der Artikel wird aufgeteilt nach Spielfilmen und Dokumentarfilmen sowie Fernsehserien.

## Spielfilme
| Filmtitel                                                 | Land                       | Jahr | Regisseur                           | Metalbezug | Gaststars | Referenz |
| --------------------------------------------------------- | -------------------------- | ---- | ----------------------------------- | --- | --- | -------- |
| Airheads                                                  | Vereinigte Staaten         | 1994 | Michael Lehmann                     | Die Metal-Band The Lone Rangers besetzt ein Radiostudio, damit diese ihr Demo spielt. | - Lemmy Kilmister | [ 1 ]    |
| Beavis und Butt-Head machen’s in Amerika                  | Vereinigte Staaten         | 1996 | Mike Judge                          | Kinofilm zur Fernsehserie Beavis and Butt-Head. | - David Letterman (Stimme) |          |
| Bill & Ted retten das Universum                           | Vereinigte Staaten         | 2020 | Dean Parisot                        | Dritter Teil der Filmreihe um die Metal-Fans Bill & Ted. | - Dave Grohl - Kid Cudi |          |
| Bill & Teds verrückte Reise durch die Zeit                | Vereinigte Staaten         | 1989 | Stephen Herek                       | Zeitreisekomödie um die beiden Metal-Fans Bill & Ted. | | [ 2 ]    |
| Bill & Ted’s verrückte Reise in die Zukunft               | Vereinigte Staaten         | 1991 | Peter Hewitt                        | Fortsetzung um Bill & Ted | | [ 2 ]    |
| Black Roses                                               | Vereinigte Staaten, Kanada | 1988 | John Fasano                         | Alternativtitel: Freakshow. Dämonen tarnen sich als Hair-Metal-Band. | | [ 1 ]    |
| Camp Blood 4                                              | Vereinigte Staaten         | 2016 | Dustin Ferguson                     | Eine weibliche Fangruppe ist auf dem Weg zum Konzert ihrer Lieblingsband und campiert unfreiwillig am Camp Blood, wo ein Killerclown sein Unwesen treibt.                                                                                                | |          |
| Dead Ant – Monsters vs. Metal                             | Vereinigte Staaten         | 2017 | Ron Carlson                         | Trash-Horrorkomödie um eine abgehalfterte Glam-Metal-Band, die einen Comebackversuch wagt und auf dem Weg zu einem Festival von riesigen Ameisen angegriffen wird.                                                                                       | |          |
| Deathgasm                                                 | Neuseeland                 | 2015 | Jason Lei Howden                    | Der Metalfan Brodie kommt nach dem Zusammenbruch seiner Mutter zu seinem Onkel und seiner Tante. Er gründet eine Band und schreibt einen Song mit Hilfe eines Hexenbuches, das die Einwohner der Stadt in Zombies verwandelt.                            | | [ 1 ]    |
| Detroit Rock City                                         | Vereinigte Staaten         | 1999 | Adam Rifkin                         | Vier Heavy-Metal-Fans wollen 1978 ein Konzert der Band KISS besuchen. | - KISS | [ 1 ]    |
| Devil’s Knot – Im Schatten der Wahrheit                   | Vereinigte Staaten         | 2013 | Atom Egoyan                         | Drei Metal-Fans geraten in das Visier der Ermittler bei einem Ritualmord. | | [ 1 ]    |
| Ex Drummer                                                | Belgien                    | 2007 | Koen Mortier                        | Sozialstudie über eine Metal-Band aus der tiefsten Unterschicht Belgiens. | | [ 1 ]    |
| El día de la bestia                                       | Spanien                    | 1995 | Álex de la Iglesia                  | In dem Horrorfilm versucht der Priester mit dem Death-Metal-Fan Jose Maria und dem Fernsehprediger Dr. Cavan den Teufel zu überlisten. | | [ 1 ]    |
| The Dirt – Sie wollten Sex, Drugs & Rock’n’Roll           | Vereinigte Staaten         | 2019 | Jeff Tremaine                       | Biopic über Mötley Crüe, basierend auf der gleichnamigen Biografie. | | [ 1 ]    |
| Gutterdämmerung                                           | Vereinigte Staaten         | 2016 | Björn Tagemose                      | Avantgardefilm, in der verschiedene Lieder der Rockgeschichte, darunter zahlreiche Metal-Songs interpretiert werden. | - Tom Araya - Slash - Lemmy Kilmister - Volbeat - Josh Homme |          |
| Hairmetal Shotgun Zombie Massacre                         | Vereinigte Staaten         | 2015 | Josh Vargas                         | Während eines Videodrehs auf einem Friedhof, erweckt eine Band die Toten. | - Tom Araya - David Vincent - Randy Blythe |          |
| Happy Metal – All We Need Is Love!                        | Frankreich                 | 2013 | Martin LeGall                       | Die in die Jahre gekommene Black-Metal-Band Les Dead MaKabés versucht es noch einmal, gelangt aber nach einem Autounfall mit Fahrerflucht auf die Fahndungsliste der Polizei und muss ausgerechnet auf einem Hippie-Festival Unterschlupf suchen.        | | [ 1 ]    |
| Hard Rock Zombies                                         | Vereinigte Staaten         | 1985 | Krishna Sha                         | Eine Heavy-Metal-Band muss auf einem Anwesen übernachten, in dem sich Adolf Hitler versteckt hält. Dieser versucht die Weltherrschaft mit Hilfe von Zombies erlangen.                                                                                    | | [ 1 ]    |
| Heavy Metal                                               | Kanada                     | 1981 | Gerald Potterton, Jimmy T. Murakami | Animationsfilm basierend auf der Comicreihe Schwermetall mit zahlreichen Anspielungen auf die Metal-Kultur. | | [ 1 ]    |
| Heavy Metal: F.A.K.K.²                                    | Kanada                     | 2000 | Michael Coldewey, Michel Lemire     | Fortsetzung von Heavy Metal. | |          |
| Heavy Trip                                                | Finnland                   | 2018 | Jukka Vidgren, Juuso Latio          | Roadmovie: Die Black-Metal-Band Impaled Rektum will auf dem Northern Damnation Festival in Norwegen auftreten. | | [ 1 ]    |
| Hesher – Der Rebell                                       | Vereinigte Staaten         | 2010 | Spencer Susser                      | Hesher, ein Rowdy, wie er im Buche steht, und Metalfan, trifft auf den 13-jährigen T.J. und versucht diesem zu helfen. | | [ 1 ]    |
| Hot Tub – Der Whirlpool … ist ’ne verdammte Zeitmaschine! | Vereinigte Staaten         | 2010 | Steve Pink                          | In der Zeitreisekomödie haben zwei der Hauptdarsteller einen Bezug zur Hair-Metal-Szene. | | [ 3 ]    |
| Im Angesicht der Hölle                                    | Kanada                     | 1987 | John Fasano                         | Horror-Musikfilm über, von und mit Jon Mikl Thor. | |          |
| Intercessor: Another Rock ’n’ Roll Nightmare              | Kanada                     | 2005 | Benn McGuire, Jacob Windatt         | Horror-Musikfilm über, von und mit Jon Mikl Thor. Fortsetzung von Im Angesicht der Hölle. | |          |
| Kings of Rock – Tenacious D                               | Vereinigte Staaten         | 2006 | Liam Lynch                          | Film über die halbfiktive Band Tenacious D, bestehend aus Jack Black und Kyle Gass | - Meat Loaf - Ronnie James Dio - Dave Grohl | [ 1 ]    |
| Kiss – Von Phantomen gejagt                               | Vereinigte Staaten         | 1978 | Gordon Hessler                      | Kiss treten als Superhelden auf und kämpfen gegen ihre Doppelgänger. | - Kiss |          |
| Königin der Verdammten                                    | Vereinigte Staaten         | 2002 | Michael Rymer                       | Vampirfilm nach Anne Rice mit Bezug zur Nu-Metal-Szene. | - Jonathan Davis (Gastauftritt und Musik) | [ 4 ]    |
| Lords of Chaos                                            | Schweden                   | 2018 | Jonas Åkerlund                      | Verfilmung des gleichnamigen Buches um die Ereignisse in der Black-Metal-Szene in Norwegen. | | [ 1 ]    |
| Lord & Schlumpfi – Der lange Weg nach Wacken              | Deutschland                | 2020 | Sabine Schreiber                    | Lord und Schlumpfi versuchen alles, um mit ihrer Band Excrementus Diaboli beim Festival in Wacken auftreten zu können, um ihren „Black Bavarian Splatter Metal“ zu präsentieren, was sich in der oberbayerischen Provinz jedoch als schwierig gestaltet. | |          |
| The Loved Ones – Pretty in Blood                          | Australien                 | 2009 | Sean Byrne                          | Brent flüchtet sich nach dem Tod seines Vaters in Heavy Metal und Drogenkonsum. Lichtblick ist seine Freundin Holly. Doch Lola, eine heimliche Verehrerin, will das Glück der beiden zerstören.                                                          | | [ 1 ]    |
| Machen wir’s auf Finnisch                                 | Deutschland                | 2008 | Marco Petry                         | Verwechslungskomödie um eine versehentlich engagierte finnische Death-Metal-Band. | |          |
| Männertrip                                                | Vereinigte Staaten         | 2010 | Nicholas Stoller                    | Aaron Green soll als Angestellter einer Plattenfirma die durchgeknallte Metal-Legende Aldous Snow unter Kontrolle bringen. | | [ 1 ]    |
| Metalhead                                                 | Island                     | 2013 | Ragnar Bragason                     | Nach dem Unfalltod ihres Bruders idealisiert die zwölfjährige Hera ihren Bruder und imitiert seinen Metal-Lebensstil. | | [ 1 ]    |
| Metal Lords                                               | Vereinigte Staaten         | 2022 | Peter Sollett                       | Die beiden Freunde Hunter und Kevin versuchen mit ihrer Metal-Band Skullfucker das Battle of the Bands zu gewinnen. | - Tom Morello - Scott Ian - Kirk Hammett - Rob Halford |          |
| Necromancer – Stay Metal!                                 | Dänemark                   | 2018 | Sohail A. Hassan                    | Horrorkomödie um einen Metalfan, der Kontakt zu seiner verstorbenen Mutter sucht und dabei versehentlich böse Mächte beschwört. | |          |
| The Night of the Beast                                    | Kolumbien                  | 2020 | Mauricio Leiva-Cock                 | Originaltitel: La noche de la bestia. Zwei junge Metalfans versuchen alles, um zum ersten Konzert ihrer Lieblingsband Iron Maiden in Kolumbien zu gelangen, nachdem ihnen ihre Eintrittskarten gestohlen wurden.                                         | |          |
| Ragman                                                    | Vereinigte Staaten         | 1986 | Charles Martin Smith                | Ein High-School-Schüler beschwört versehentlich sein verstorbenes Idol herauf. | - Gene Simmons - Ozzy Osbourne - Musik von Fast Eddie Clarke | [ 2 ]    |
| Roadie                                                    | Vereinigte Staaten         | 1980 | Alan Rudolph                        | Musikkomödie um einen Roadie, der von Meat Loaf gespielt wird. | - Alice Cooper |          |
| The Rocker – Voll der (S)Hit                              | Vereinigte Staaten         | 2008 | Peter Cattaneo                      | Nach dem Erhalt eines Plattenvertrages wird der Schlagzeuger aus der Band gedrängt. | |          |
| Rock of Ages                                              | Vereinigte Staaten         | 2012 | Adam Shankman                       | Komödiantische Musicalverfilmung über die Rock- und Metalszene in den Achtzigern in Los Angeles. | |          |
| Rock Star                                                 | Vereinigte Staaten         | 2001 | Stephen Herek                       | Izzy will seinen Idolen, der Metal-Band Steel Dragon nacheifern und gründet eine Coverband. Später soll sein Traum wahr werden: er darf Sänger seiner Lieblingsband werden.                                                                              | | [ 1 ]    |
| Rockstars Forever                                         | Vereinigte Staaten         | 2004 | Ron Lagomarsino                     | Originaltitel: Pop Rocks. Ein Kreditberater (Gary Cole) wird aus seinem biederen Leben gerissen, indem er mit seinem vergessenen Leben als Glam-Metal-Star der Achtziger konfrontiert wird und diesem wieder verfällt.                                   | |          |
| Rocktober Blood - An der Schwelle zum Wahnsinn            | Vereinigte Staaten         | 1984 | Beverly Sebastian                   | Ein wegen Mordes hingerichteter Rockstar kehrt aus der Hölle zurück und mordet weiter. | |          |
| School of Rock                                            | Vereinigte Staaten         | 2003 | Richard Linklater                   | Dewey Finn übernimmt eine Grundschulklasse und bringt den Grundschülern Rock und Metal näher. | Jack Black (Hauptdarsteller) | [ 1 ]    |
| Shocking Heavy Metal                                      | Schweden                   | 2022 | Derek Ford, Mats Helge              | Die Heavy-Metal-Band Solid Gold zieht sich in die Berge zurück, um mit einigen Groupies ein Musikvideo zu drehen. Doch eine Hinterwäldler-Familie trachtet ihnen nach dem Leben.                                                                         | - Easy Action | [ 1 ]    |
| Studio 666                                                | Vereinigte Staaten         | 2022 | BJ McDonnell                        | Horrorfilm über die Foo Fighters, die in einem Studio ihr neues Album aufnehmen möchten, aber dann von bösen Mächten heimgesucht werden. | - Dave Grohl - Pat Smear - Taylor Hawkins - Chris Shiflett - Kerry King - Lionel Richie |          |
| Sound of Metal                                            | Vereinigte Staaten         | 2019 | Darius Marder                       | Sozialdrama um einen Metal-Schlagzeuger, der sein Gehör verliert. | | [ 2 ]    |
| Tatort: Borowski und das unschuldige Kind von Wacken      | Deutschland                | 2023 | Ayşe Polat                          | Borowski ermittelt in Wacken am Rande des Wacken Open Air im Mordfall an einem Säugling. | - Thomas Jensen (Mitgründer des Wacken Open Air) - The Halo Effect (Schlusslied) - NebellebeN (Lied spielt bei der Probe der fiktiven Filmband) | [ 5 ]    |
| The Retaliators                                           | Vereinigte Staaten         | 2022 | Samuel Gonzalez Jr., Bridget Smith  | Horrorfilm über einen Prediger, der den Mord an seiner Tochter aufklären möchte, und deswegen in mysteriöse Unterwelten und mystische Begebenheiten eindringt. Viele relevanten Rollen sind von Metal-Musikern besetzt.                                  | - Ivan L. Moody (Five Finger Death Punch) - Chris Kael (Five Finger Death Punch) - Zoltan Bathory (Five Finger Death Punch) - Craig Mabbitt (Escape The Faith) - Spencer Charnas (Ice Nine Kills) - Jacoby Shaddix (Papa Roach) - Tommy Lee (Mötley Crüe) |          |
| This Is Spinal Tap                                        | Vereinigte Staaten         | 1984 | Rob Reiner                          | Mockumentary über die fiktive Metalband Spinal Tap. | | [ 1 ]    |
| Wayne’s World                                             | Vereinigte Staaten         | 1992 | Penelope Spheeris                   | Die Heavy-Metal-Fans Wayne und Garth haben eine Fernsehshow namens Wayne’s World und sollen nun landesweit gesendet werden. | - Alice Cooper | [ 1 ]    |
| Wayne’s World 2                                           | Vereinigte Staaten         | 1993 | Stephen Surjik                      | Fortsetzung, Wayne und Garth wollen ein Festival veranstalten. | - Aerosmith - Pearl Jam |          |

## Dokumentarfilme
| Filmtitel                                                    | Land                       | Jahr | Regisseur                                 | Sujet | Referenz |
| ------------------------------------------------------------ | -------------------------- | ---- | ----------------------------------------- | --- | -------- |
| Anvil! Die Geschichte einer Freundschaft                     | Vereinigte Staaten         | 2008 | Sacha Gervasi                             | Anvil, kanadische Metalband. | [ 1 ]    |
| Black Metal Veins                                            | Kanada                     | 2012 | Lucifer Valentine                         | Heroin- und Crack-Junkies, die gemeinsam in einer Wohnung leben und eine gemeinsame Black-Metal-Band haben.                               |          |
| The Cure For Insomnia                                        | Vereinigte Staaten         | 1987 | John Henry Timmis IV                      | 87 Stunden lange Dokumentation mit Lee Groban, der aus seinem gleichnamigen Roman vorliest, inkl. Metal-Clips und pornografischer Bilder. | [ 6 ]    |
| The Decline of Western Civilization Part II: The Metal Years | Vereinigte Staaten         | 1988 | Penelope Spheeris                         | Dokumentation über Bands wie Aerosmith, Poison, Megadeth, Armored Saint                                                                   | [ 6 ]    |
| Full Metal Village                                           | Deutschland                | 2006 | Cho Sung-hyung                            | Wacken Open Air |          |
| Global Metal                                                 | Kanada                     | 2008 | Sam Dunn, Scot McFadyen                   | Metal als globales Phänomen |          |
| God Bless Ozzy Osbourne                                      | Vereinigte Staaten         | 2011 | Mike Piscitelli, Mike Fleiss              | Ozzy Osbourne | [ 6 ]    |
| Heavy Metal in Baghdad                                       | Kanada, Vereinigte Staaten | 2007 | Suroosh Alvi, Eddy Moretti                | Acrassicauda, irakische Metalband |          |
| Heavy Metal Parking Lot                                      | Vereinigte Staaten         | 1986 | Jeff Krulik, John Heyn                    | Kurzfilm über Metal-Fans vor einem Judas-Priest-Konzert                                                                                   |          |
| Hype!                                                        | Vereinigte Staaten         | 1996 | Doug Pray                                 | Aufstieg und Kommerzialisierung der Grunge-Szene.                                                                                         |          |
| Iron Maiden: Flight 666                                      | Kanada                     | 2009 | Sam Dunn                                  | Iron Maiden auf Tour mit der Ed Force One (2008)                                                                                          |          |
| Krokus: As Long as We Live                                   | Schweiz                    | 2004 | Reto Caduff                               | Krokus, schweizerische Hard-Rock-Band |          |
| Last Days Here                                               | Vereinigte Staaten         | 2011 | Don Argott, Demian Fenton.                | Pentagram, US-amerikanische Doom-Metal-Band                                                                                               |          |
| Lemmy                                                        | Vereinigte Staaten         | 2010 | Greg Olliver, Wes Orshoski                | Lemmy Kilmister, Sänger und Bassist von Motörhead                                                                                         |          |
| Mein grünes Herz in dunklen Zeiten                           | Deutschland                | 2020 | Ingo Schmoll                              | Heaven Shall Burn, deutsche Metalcore-Band                                                                                                |          |
| Metal – A Headbanger’s Journey                               | Kanada                     | 2005 | Sam Dunn, Scot McFadyen, Jessica Joy Wise | Metal als globales Phänomen |          |
| Metaller die auf Brüste starren                              | Deutschland                | 2011 | Thorsten Hänseler, Dmitry April           | Wacken Open Air |          |
| Metallica: Some Kind of Monster                              | Vereinigte Staaten         | 2004 | Joe Berlinger, Bruce Sinofsky             | Entstehungsprozess von St. Anger |          |
| Metallica Through the Never                                  | Vereinigte Staaten         | 2013 | Nimród Antal                              | Metallica, Mischung aus Dokumentar- und Konzertfilm                                                                                       |          |
| Rammstein in Amerika                                         | Deutschland                | 2015 |                                           | Rammsteins Amerika-Tour, Mischung aus Konzert- und Dokumentarfilm                                                                         |          |
| Slow Southern Steel                                          | Vereinigte Staaten         | 2010 | David Lipke, Chris Terry                  | Metal-Szene der amerikanischen Südstaaten, insbesondere Sludge und Groove Metal.                                                          |          |
| Total Thrash – The Teutonic Story                            | Deutschland                | 2022 | Daniel Hofmann                            | Geschichte der deutschen Thrash-Metal-Szene mit einem Schwerpunkt auf dem Ruhrgebiet.                                                     |          |
| Until the Light Takes Us                                     | Vereinigte Staaten         | 2008 | Aaron Aites, Audrey Ewell                 | Black-Metal-Szene der 1990er in Norwegen                                                                                                  |          |
| Wacken 3D – Louder Than Hell                                 | Deutschland                | 2013 | Norbert Heitker                           | Wacken Open Air | [ 6 ]    |
| A Year and a Half in the Life of Metallica                   | Vereinigte Staaten         | 1992 | Adm Dublin                                | Metallica während der Produktion des Albums Metallica                                                                                     |          |

## Fernsehserien
| Titel                           | Land               | Jahre           | Showrunner/Regie                        | Metalbezug | Staffel/Episoden                      | Referenz |
| ------------------------------- | ------------------ | --------------- | --------------------------------------- | --- | ------------------------------------- | -------- |
| Bastard!! Ankoku no Hakai-jin   | Japan              | 1992            | Katsuhito Akiyama                       | Anime in einer Fantasywelt mit zahlreichen Anspielungen auf die Metalkultur                                                                                    | 1 Staffel, 6 Episoden                 | [ 7 ]    |
| Beavis and Butt-Head            | Vereinigte Staaten | 1993–1997, 2011 | Mike Judge                              | Zeichentrickserie um zwei asoziale Metalfans | 8 Staffeln, 252 Episoden              |          |
| Charm School with Ricki Lake    | Vereinigte Staaten | 2009            |                                         | Fortsetzung von Rock of Love mit Ricki Lake als Moderatorin | 1 Staffel, 11 Episoden                |          |
| Daisy of Love                   | Vereinigte Staaten | 2008–2009       |                                         | Fortsetzung von Rock of Love um Daisy de la Hoya | 1 Staffel, 12 Episoden                |          |
| Megan Wants a Millionaire       | Vereinigte Staaten | 2009            |                                         | Gefloppte und abgesetzte Fortsetzung von Rock of Love um Megan Hauserman                                                                                       | 1 Staffel, 3 Episoden                 |          |
| Metalocalypse                   | Vereinigte Staaten | seit 2013       | Jon Schnepp, Chris Prynoski Mark Brooks | Zeichentrickserie über die fiktive Death-Metal-Band Dethklok.                                                                                                  | 4 Staffeln, 61 Episoden und 1 Special |          |
| Metal Evolution                 | Kanada             | 2011            | Michael Lehmann                         | Dokumentationsreihe über die Geschichte des Heavy Metals | 1 Staffel, 11+1 Episoden              |          |
| The Osbournes                   | Vereinigte Staaten | 2002–2005       |                                         | Doku-Soap über die Familie des Metalsängers Ozzy Osbourne | 5 Staffeln, 52 Episoden               |          |
| Pam & Tommy                     | Vereinigte Staaten | 2022            |                                         | Biopic über die turbulente Ehe zwischen Tommy Lee und Pamela Anderson                                                                                          | 1 Staffel, 8 Episoden                 |          |
| Rock of Love with Bret Michaels | Vereinigte Staaten | 2007–2009       |                                         | Dating-Game-Show mit Poison-Sänger Bret Michaels | 3 Staffeln, 40 Episoden               |          |
| Rock of Love: Charm School      | Vereinigte Staaten | 2008            |                                         | Fortsetzung von Rock of Love mit Sharon Osbourne als Moderatorin                                                                                               | 1 Staffel, 12 Episoden                |          |
| Stranger Things                 | Vereinigte Staaten | 2022            | Duffer-Brüder                           | Mit Eddie Munson wurde ein Metaller als weitere Hauptfigur in die Serie geschrieben. Das Lied Master of Puppets erhielt eine prominente Position in der Serie. | 4. Staffel                            | [ 8 ]    |
| Supergroup                      | Vereinigte Staaten | 2006            |                                         | Reality-TV-Show über das Leben der Metalmusiker Sebastian Bach, Jason Bonham, Scott Ian, Ted Nugent und Evan Seinfeld.                                         | 1 Staffel, 7 Episoden                 |          |

## Musikfernsehsendungen
| Titel            | Land                   | Jahre     | Sender                   | Konzept                                                                                         | Staffel/Episoden          | Referenz |
| ---------------- | ---------------------- | --------- | ------------------------ | ----------------------------------------------------------------------------------------------- | ------------------------- | -------- |
| Hard ’n Heavy    | Deutschland            | 1986–1990 | Tele 5                   | Musiksendung mit Annette Hopfenmüller                                                           |                           | [ 9 ]    |
| Headbangers Ball | Vereinigte Staaten     | seit 1987 | MTV, MTV2                | Mit Unterbrechungen seit 1987 laufende Musikfernsehsendung auf MTV und später MTV2              | ca. 410 Episoden          |          |
| Metal Asylum     | Vereinigte Staaten     | 2005–2006 | Fuse TV                  | Fernsehsendung mit Mistress Juliya als Moderatorin                                              |                           |          |
| Metal Mayhem     | Vereinigte Staaten     | seit 2016 | VH1 Classic, MTV Classic | Musikfernsehsendung mit Clips von 1970 bis Mitte der 1990er                                     |                           |          |
| Metalla          | Deutschland            | 1994–1998 | VIVA                     | Moderiert zunächst von Adam Turtle und später Yvonne Ducksworth und gegen Ende Markus Kavka.    |                           | [ 10 ]   |
| Mosh             | Deutschland            | 1988      | RTL                      | Moderiert von Frank Hinz, Götz Kühnemund und Sabina Classen                                     |                           | [ 11 ]   |
| MTV Sushi        | Deutschland            | 1999–2001 | MTV                      | Moderiert von Stefan Kretzschmar, neben Nu Metal auch Alternative und Punk.                     |                           | [ 12 ]   |
| Raw Power        | Vereinigtes Königreich | 1990–1993 | ITV                      | Von Music Box produzierte Musikfernsehsendung mit Verbindungen zum britischen Musikmagazin Raw. |                           | [ 13 ]   |
| Superock         | Vereinigte Staaten     | 1995–1997 | MTV                      | Ersetzte kurzzeitig Headbangers Ball.                                                           |                           |          |
| That Metal Show  | Vereinigte Staaten     | 2008–2015 | VH1 Classic              | Metal-Talkshow mit Eddie Trunk, Don Jamieson und Jim Florentine.                                | 14 Staffeln, 127 Episoden | [ 14 ]   |
| Uranium          | Vereinigte Staaten     | 2002–2005 | Fuse TV                  | Fernsehsendung mit Mistress Juliya als Moderatorin                                              |                           |          |
| Virus            | Deutschland            | 1998      | VIVA                     | Kurzzeitige Fortsetzung von Metalla mit stärkerer Ausrichtung auf Alternative Rock und Nu Metal |                           | [ 15 ]   |